# (20303) Lindwestrick
(20303) Lindwestrick (1998 FU101) – planetoida z pasa głównego asteroid okrążająca Słońce w ciągu 3,81 lat w średniej odległości 2,44 j.a. Odkryta 31 marca 1998 roku.